# Viola (fotbalista)
Paulo Sérgio Rosa známý jako Viola (* 1. leden 1969, São Paulo) je bývalý brazilský fotbalista. Nastupoval povětšinou na postu defenzivního útočníka.
V brazilské fotbalové reprezentaci odehrál 10 utkání, v nichž vstřelil 3 góly. Stal se s ní mistrem světa roku 1994. Na tomto šampionátu nastoupil v jednom utkání.
S klubem Vasco da Gama jednou vyhrál brazilskou ligu (2000), s Corinthians získal brazilský pohár (1995).
V roce 1998 se stal nejlepším střelcem brazilské ligy.